# Josephine Cox
Josephine Cox (Blackburn, 1938. július 15. – 2020. július 17.) angol író.

## Főbb művei
- Outcast (Emma Grady trilogy, Book 1) (1991)
- Alley Urchin (Emma Grady trilogy, Book 2) (1991)
- Vagabonds (Emma Grady trilogy, Book 3) (1992)
  - A kitaszított (Emma Grady 1.) (1997); fordította Wirth Attila; Elektra / Metropolis, Budapest
  - A remény (Emma Grady 2.) (1997); fordította Wirth Attila; Elektra / Metropolis, Budapest
  - Az utcagyerek (Emma Grady 3.) (1997); fordította Hernádi Gábor; Elektra / Metropolis, Budapest
  - A boldogság (Emma Grady 4.) (1997); fordította Hernádi Gábor; Elektra / Metropolis, Budapest
  - Csavargók (Emma Grady 5.) (1998); fordította Huszár András; Elektra / Metropolis, Budapest
  - Családi boldogság (Emma Grady 6.) (1998); fordította Wirth Attila; Elektra / Metropolis, Budapest
- Take this Woman (1993)
  - Szerezd meg ezt a nőt! (1995); fordította Lázár Júlia; Pesti Szalon, Budapest
- Live The Dream (2004)
  - Váltsd valóra az álmod! (2008); fordította Róna Andrea; Elektra / Ulpius-ház, Budapest
- The Journey (2005)
  - Az utazás (2008); fordította Róna Andrea; Ulpius-ház, Budapest
- Journey's End (2006)
  - Az utazás vége (2008); fordította Róna Andrea; Ulpius-ház, Budapest
- The Beachcomber (2013)
- The Broken Man (2013)
- The Runaway Woman (2014)
- Two Sisters (2020)